# Afrolernaea brevicollis
Afrolernaea brevicollis is een eenoogkreeftjessoort uit de familie van de Lernaeidae. De wetenschappelijke naam van de soort is voor het eerst geldig gepubliceerd in 1982 door Fryer.